# Colombier, Allier
Colombier är en kommun i departementet Allier i regionen Auvergne-Rhône-Alpes i de centrala delarna av Frankrike. Kommunen ligger  i kantonen Commentry som ligger i arrondissementet Montluçon. År 2022 hade Colombier 328 invånare.

## Befolkningsutveckling
Antalet invånare i kommunen Colombier
Referens: INSEE